# Carnuti
I carnuti erano un potente popolo celtico della Gallia, stanziato tra la Senna e la Loira, nei territori che oggi corrispondono più o meno ai dipartimenti dell'Eure-et-Loir, Loiret e Loir-et-Cher. Il loro territorio era conosciuto tra i romani come il centro politico e religioso delle nazioni galliche. Le loro città principali erano gli oppida di Cenabum (Orléans) e Autricum (Chartres). E proprio in una di queste aveva luogo la grande assemblea annuale dei druidi di cui parla Cesare nel De bello Gallico. Secondo una leggenda riportata da Livio, i carnuti furono una delle tribù che al tempo di re Tarquinio Prisco invase l'Italia sotto la guida di Belloveso.

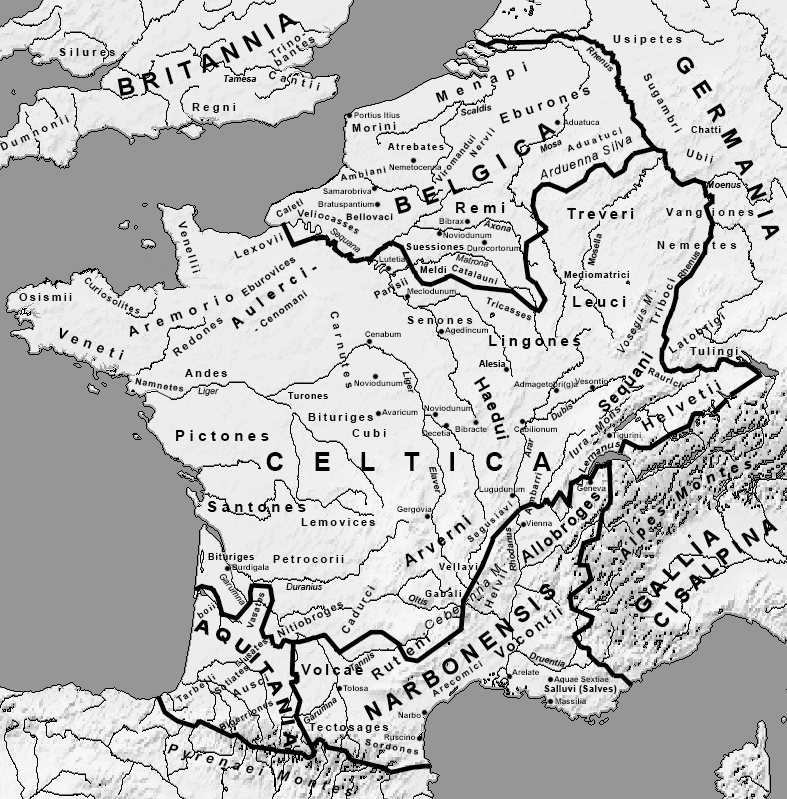
La Gallia nel I secolo a.C.

Nel I secolo a.C., i carnuti battevano moneta, su cui compaiono immagini come torque, cavalli al galoppo, triskelion, aquile, lune crescenti, serpenti, pentagrammi e croci celtiche (queste ultime simboli sia del sole sia dell'anno e delle quattro stagioni.
Al tempo della conquista della Gallia, i carnuti erano dipendenti della tribù dei remi, alleati di Roma, che più di una volta intercedettero per loro presso il proconsole. Nell'inverno del 57-58 a.C., il generale romano impose un protettorato sui carnuti, mettendo Tasgezio sul trono di questo popolo. Ma nel giro di tre anni, costui fu assassinato. Il 13 febbraio del 53 a.C., i carnuti di Cenabum massacrarono tutti i mercanti e gli ufficiali romani presenti nella città. Questa rivolta fu rapidamente seguita dalla sollevazione generale di tutta la Gallia, guidata da Vercingetorige, giovane principe degli Arverni. Come rappresaglia, Cesare distrusse Cenabum, uccidendo tutti gli uomini e vendendo come schiavi donne e bambini. Il ricavato della loro vendita fu distribuito da Cesare tra i suoi soldati. Quando Vercingetorige era assediato ad Alesia dalle legioni cesariane, i carnuti mandarono in suo aiuto 12.000 uomini. Alla fine, anche loro furono sottomessi dal proconsole.
Al tempo di Augusto, sebbene non ancora romanizzati, i carnuti, che facevano parte della Gallia Lugdunense, furono elevati al rango di civitas soda o di foederati, mantenendo il loro auto-governo, le proprie istituzioni, il diritto di battere moneta. Avevano comunque l'obbligo di prestare servizio militare. Fino alla seconda metà del II secolo, Autricum fu la loro capitale, ma nel 275 l'imperatore Aureliano ricostruì, dandole lo status di civitas e il nome di Aurelianum o Aurelianensis urbs (da cui "Orleans").
Di loro parla anche Strabone nella Geografia (IV,2-3) e Tolomeo, Geografia (II,8).
Nel De Bello Gallico di Cesare, i carnuti sono definiti come la tribù più "nobile" fra le tribù galliche; Quando Gaio Fabio chiede la loro resa, essi ubbidiscono, e sottostanno a tutti i suoi ordini. Poiché lo fanno loro, anche tutte le altre tribù galliche seguono il loro modus operandi.